# Nephrotoma malickyi
Nephrotoma malickyi är en tvåvingeart som beskrevs av Martinovsky 1979. Nephrotoma malickyi ingår i släktet Nephrotoma och familjen storharkrankar. Inga underarter finns listade i Catalogue of Life.